# فیف (آلاباما)
فیف (به انگلیسی: Fyffe) شهری در شهرستان دیکلب ایالت آلاباما است که مساحت آن ۱۱٫۴۱ کیلومتر مربع است و در سرشماری سال ۲۰۱۰ میلادی، ۱٬۰۱۸ نفر جمعیت داشته و تراکم جمعیتی آن، ۸۹٫۲۲ نفر در هر کیلومتر مربع بوده است.